# Midea
Midea (in greco Μιδέα?) è un ex comune della Grecia nella periferia del Peloponneso di 6 724 abitanti secondo i dati del censimento 2001.
È stato soppresso a seguito della riforma amministrativa detta Programma Callicrate in vigore dal gennaio 2011 ed è ora compreso nel comune di Nauplia.

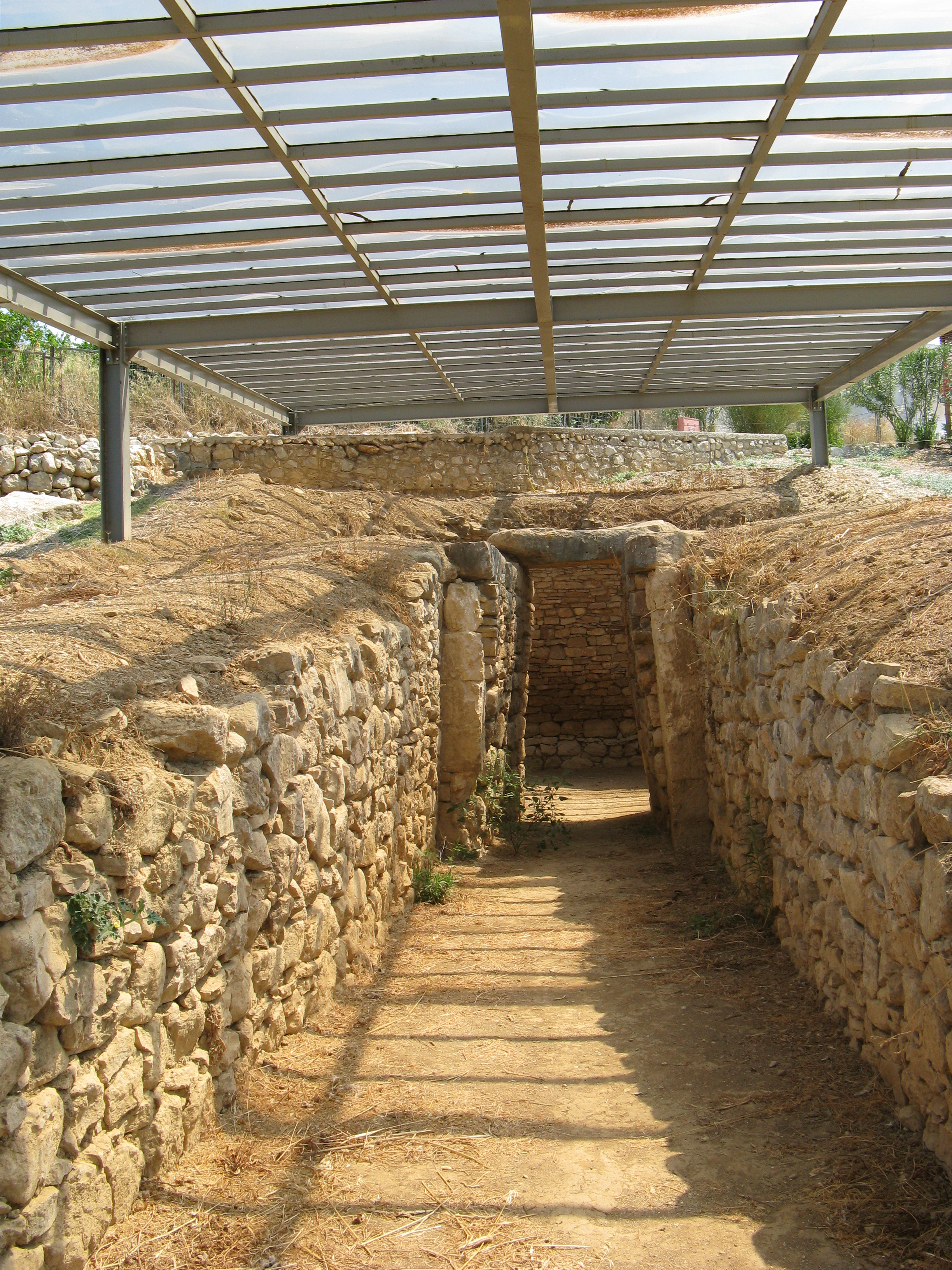
Tomba a tholos a Dendra

Nel suo territorio sono presenti due importanti siti archeologici dell'età del bronzo: l'Acropoli di Midea (secondo il mito fondata da Perseo e dove crebbero Atreo, padre di Agamennone e Menelao, e suo fratello Tieste) sulla collina che sovrasta l'abitato 2 km a sud; e Dendra, un villaggio miceneo con un'ampia necropoli nobiliare.
La cittadella di Midea era più piccola di quelle di Micene e Tirinto, e fu edificata nel XV secolo a.c. o poco prima (il sito era abitato, in maniera discontinua, dal tardo neolitico), si trova grossomodo a metà strada tra le due (3 ore di cammino da Micene, poco meno di 2 ore e mezza da Tirinto), ma è comunque relativamente grande e ben conservata. Venne scavata dalla missione archeologica svedese in Grecia a partire dal 1939 (dopo un'esplorazione sommaria da parte della scuola tedesca nel 1907), gli scavi non sono terminati (sempre a cura di questa scuola, cui dal 1963 si è aggiunto il governo Greco), anche se non si svolgono più campagne di scavo sistematiche. Pare che la cittadella fu in parte distrutta da un terremoto nel XIII secolo a.c., senza essere del tutto ricostruita.
L'abitato fu scarsamente frequentato fino all'età bizantina, a valle dell'acropoli dall'età moderna sorse il moderno centro abitato.